# Sondenabhängigkeit beim Säugling
Unter Sondenabhängigkeit oder Sondendependenz versteht man eine unbeabsichtigte Langzeitfolge bei exklusiver enteralen Ernährung mittels Ernährungssonde bei Babys und Kleinkindern. Dabei kommt es zu einer physischen und emotionalen Abhängigkeit des Kindes von einer ursprünglich als nur vorübergehend geplanten Sondierung bei gleichzeitigem Fehlen einer medizinischen Indikation. Sondenabhängigkeit ist also ein iatrogen beeinflusstes neues Störungsbild, welches bei Kindern und deren Familien einen großen Leidensdruck auslöst, in medizinischen Fachkreisen jedoch noch wenig wahrgenommen wird.
Viele Ernährungssonden werden mit klarer Indikation für einige Monate platziert (Nasenmagensonde, Gastrostomiesonde, Jejunalsonde), ohne jedoch oftmals eine gezielte therapeutische Begleitung oder genaue Exit-Strategie zu haben.

## Ursachen
Betroffen sind Säuglinge und Kleinkinder, die auf Grund ihrer meist akuten medizinischen Situation eine temporäre Ernährungssonde erhalten haben und von dieser nach Ablauf der medizinischen Notwendigkeit abhängig bleiben, da sie den Übergang zur oralen Ernährung wegen Nahrungsaversion oder Desinteresse nicht schaffen. Dabei handelt es sich in den meisten Fällen um Frühgeborene oder postpartal chirurgische Patienten, die über Monate mittels Sonde ernährt wurden. Durch die lange Verweildauer der Sonde und der Schwere der Grunderkrankung können die Kinder kein selbstgesteuertes Essverhalten erlernen. Die Kinder sind bezüglich ihrer medizinischen Hauptdiagnosen eine äußerst heterogene Gruppe, wobei geistig altersgemäß entwickelte Kinder wie auch Kinder mit massiven Entwicklungsverzögerungen und komplexen Behinderungen gleichermaßen betroffen sind.

## Folgen
Die Tatsache, dass ein Kind über eine Sonde ernährt wird, hat Vor- und Nachteile. Wichtig ist es, die Kinder nach Ablauf der medizinischen Notwendigkeit (meist Wunsch nach Gewichtszunahme bei fehlender Fähigkeit der oralen Ernährung) für die Sonde, ehebaldigst zu entwöhnen, da mit zunehmender Dauer das Risiko der Entstehung einer Abhängigkeit steigt.
Vorteile einer temporären Sondenernährung sind:
- vor allem die mit der Sondennahrung eingehende lebenserhaltende Funktion,
- Verbesserung der Lebensqualität zu Beginn der Indikation,
- einfache Kontrollierbarkeit der Nahrungszufuhr.

Nachteile sind:
- Exzessives Erbrechen, Übergeben und Würgen von Nahrung
- Reflux, Sondendislokationen, Hautreizungen, -entzündungen
- verminderte orale Autonomieentwicklung, Fehlen des Erlernens selbstständigen Essens
- Beeinträchtigungen in der Sprach-, sozial und motorischen Entwicklung, kein Hungergefühl
- aktiver Widerstand gegenüber Fütterungsversuchen und aktive Nahrungsverweigerung
- starke Abwehr gegenüber jedweden Kontakt mit flüssigen, breiigen und festen Speisen
- interaktive familiäre, soziale und finanzielle Belastungen.

## Diagnostik
Da Sondenabhängigkeit ein junges Störungsbild/Krankheit darstellt und bei vielen Medizinern als solches unbekannt oder als eigenständiges Problem noch nicht anerkannt ist, gibt es auch noch kein valides diagnostisches Inventar diese zu klassifizieren. Daher wird in der Praxis bei Babys und Kleinkindern im Alter von 0–3 Jahren die revidierte Form DC 0-3 R als multiaxiales Diagnosesystem herangezogen, wobei der Fokus auf Essverhaltensstörungen liegt. Es besteht aus fünf Achsen, die mit denen des DSM-IV kompatibel sind und erlaubt die Unterteilung in aktuell sechs, ehemals fünf, Fütterstörungen mit jeweils unterschiedlichen Ursachen.
1. Feeding Disorder of State Regulation: Posttraumatische Essverhaltensstörung (Fütterungsstörung durch Regulationsstörung), 601 DC: 0–3 R[7]
2. Feeding disorder associated with attachment problems (Essverhaltensstörung in Zusammenhang mit Bindungsproblemen), 602 DC: 0–3 R[7]
3. Infantile Anorexia (Individuationsstörung, infantile Anorexie), 603 DC: 0–3 R[7]
4. Sensory Food Aversions (Sensorisch bedingte Abneigung gegen Nahrung), 604 DC: 0–3 R[7]
5. Feeding Disorder Associated with Concurrent Medical Condition (Essverhaltensstörung mit einer zu Grunde liegenden medizinischen Problematik), 605 DC: 0–3 R[7]
6. Feeding Disorder Associated with Insults to the Gastrointestinal Tract (Essverhaltens-störung in Zusammenhang mit Erkrankungen des Gastrointestinaltraktes), 605 DC: 0–3 R[7].

Insgesamt steht vor allem die Verhaltensbeobachtung des Kindes im Zentrum der Diagnostik.

## Möglichkeiten der Sondenentwöhnung
Je früher die Ernährungssonde wieder entfernt wird und je jünger das Kind, desto eher kann der Übergang zum selbstgesteuerten Essen erfolgen. Sondenentwöhnung muss demnach ein intrinsischer Teil und das Ziel der temporären Sondenindikation sein, die Sondendependenz sollte per se vermieden werden. Der Prozess der Sondenentwöhnung verlangt Nahrungsmodifikation unter ärztlicher Supervision und ein Team, welches Kind und Eltern im Übergang zur oralen Ernährung unterstützt. Demnach sind folgende Punkte beim Prozess der Sondenentwöhnung unumgänglich:
- ärztliche Entscheidung, die Sondenernährung zu beenden,
- Lernvorgang des Kindes, sich ausreichend oral zu ernähren,
- Veränderung von Einstellungen, Rollenverständnis und Aufgaben der Eltern in der Übergangsphase.

In der Literatur lassen sich im Gegensatz zur hohen Zahl langzeitsondierter Kinder nur wenige Forschungsansätze/-programme zur Sondenentwöhnung finden. So gehen McGrath Davis, Schurle Bruce, Mangiaracina, Schulz und Hyman von einem "pain rehabilitation approach" (Schmerz-Rehabilitationsansatz) aus. Dabei werden die über eine Sonde ernährten Kinder medikamentös (durch die Zugabe von Neuroleptika) behandelt, da es laut Annahme der Forscher zu Schmerzen bei der Einnahme von Nahrung kommen kann. Von den insgesamt neun untersuchten sondenernährten Patienten, die zwischen sieben und 52 Monaten alt waren, konnten 89 % durch diese Methode erfolgreich entwöhnt werden.
Im Vergleich dazu gehen Benoit, Wang und Zlotkin von einem verhaltenstherapeutischen Ansatz zur Sondenentwöhnung aus. In ihrer Studie konnten Benoit et al. 15 (47 %) von den insgesamt 32 sondenernährten Kindern erfolgreich entwöhnen.
Ein weiteres bedeutsames Entwöhnungsprogramm stellt das Grazer Modell dar. Die Behandlung des Grazer Modells greift auf mehr als 20 Jahre Erfahrung zurück und erfolgt mit einem kurzen aber intensiven multidisziplinären Ansatz auf:
- physisch-bedingte Ebene (somatischer Ansatz): Zulassen von Hunger und auf
- entwicklungspsychologische Ebene: Entwicklung der kindlichen oralen Autonomie.

Neben der ambulanten und stationären Therapie am Schwerpunktzentrum der Universitätsklinik in Graz gibt es seit 2009 eine Telemedizinische Behandlungsalternative der Online-Entwöhnung über ein NetCoaching Programm.
Insgesamt zeichnen sich eine immer größer werdende Relevanz des Themas in der (Forschungs-)Literatur sowie eine starke Präsenz in den Medien ab. Weltweit findet sich eine Vielzahl an Zeitungsartikeln und Videobeiträgen über das Phänomen des „Nicht-Essen-Wollens“ bzw. „-Könnens“ von Babys und Kleinkindern.